# Борувкі (Нижньосілезьке воєводство)
Борувкі (пол. Borówki, нім. Heidelberg) — село в Польщі, у гміні Ґромадка Болеславецького повіту Нижньосілезького воєводства.
Населення — 197 осіб (2011).
У 1975-1998 роках село належало до Легницького воєводства.

## Демографія
Демографічна структура станом на 31 березня 2011 року:
|          | Загалом | Допрацездатний вік | Працездатний вік | Постпрацездатний вік |
| -------- | ------- | ------------------ | ---------------- | -------------------- |
| Чоловіки | 100     | 14                 | 78               | 8                    |
| Жінки    | 97      | 21                 | 59               | 17                   |
| Разом    | 197     | 35                 | 137              | 25                   |